# Rivière Bec-Scie
Pour les articles homonymes, voir Bec-scie.
La rivière Bec-Scie est un cours d'eau de l'île d'Anticosti, au Québec (Canada) se jetant dans le golfe du Saint-Laurent. Elle est située dans la municipalité de L'Île-d'Anticosti.
La rivière Bec-Scie s'avère la dernière rivière coulant vers le sud dans la partie ouest de l'île avant le territoire de la SÉPAQ Anticosti.
La route forestière (sens est-ouest) principale de l'île d'Anticosti dessert la partie supérieure de cette vallée. Un réseau de routes secondaires se rattachent à cette route principale, ainsi que vers l'ouest à un réseau routier forestier pour les besoins de la foresterie.

## Géographie
La rivière Bec-Scie tire sa source au lac Valiquette (altitude: 83 m) situé dans la partie ouest de l'île d'Anticosti. L'embouchure du lac Valiquette est située au fond de la baie sud :
- au nord-est du centre-ville du village de Port-Menier;
- au sud de la rive nord de l'île d'Anticosti;
- au nord de la rive sud de l'île d'Anticosti[2].

À partir de sa source, la rivière Bec-Scie coule sur environ 22 km vers le sud entre la Petite Rivière (située du côté ouest); et le ruisseau de la Baleine et la rivière Sainte-Marie (située du côté est). À partir de l'embouchure du lac Valiquette, son cours continue vers le sud avec une dénivellation de 82 m, selon les segments suivants:
- vers le sud relativement en ligne droite, d'abord en passant sous le pont de la route principale (sens est-ouest) de l'île et en traversant sur 0,36 km la partie nord-ouest du lac Faure (longueur: 2,3 km; altitude: 67 m) soit le principal plan d'eau de cette vallée, jusqu'à son embouchure;
- vers le sud-ouest jusqu'à un coude de rivière, correspondant à un ruisseau (venant du nord);
- vers le sud d'abord en serpentant et en traversant une zone de marais, et traversant le Lac Sans Bout (altitude: 37 m), jusqu'à son embouchure;
- vers le sud, d'abord en passant sous le pont de la route forestière et en formant quelques serpentins, en recueillant en zone de marais la décharge (venant du nord-ouest) de quelques marais et lacs dont le lac du Castor, puis en passant sous le pont de la route forestière, jusqu'à son embouchure[2].

La rivière Bec-Scie se déverse sur la rive sud de l'île d'Anticosti, au fond d'une petite baie, soit à 3,1 km à l'est de la pointe aux Pimbinas, à l'ouest de l'embouchure du ruisseau de la Baleine et à l'est du centre du village de Port-Menier. À son embouchure, le courant de la rivière forme un chenal d'environ 1,5 km à marée basse dans le grès.

## Toponymie
La désignation toponymique « Bec-Scie » fait référence au genre Mergus, un genre d'oiseaux palmipède comprenant des canards piscivores dont le nom vernaculaire est harle. Ce toponyme est en usage depuis au moins 1924.
Ce toponyme a été officialisé le 2 avril 1981 à la Banque des noms de lieux de la Commission de toponymie du Québec.